# Осока повислая
Осо́ка пови́слая (лат. Carex flacca) — травянистое растение семейства Осоковые (Cyperaceae), вид рода Осока (Carex).

## Ботаническое описание

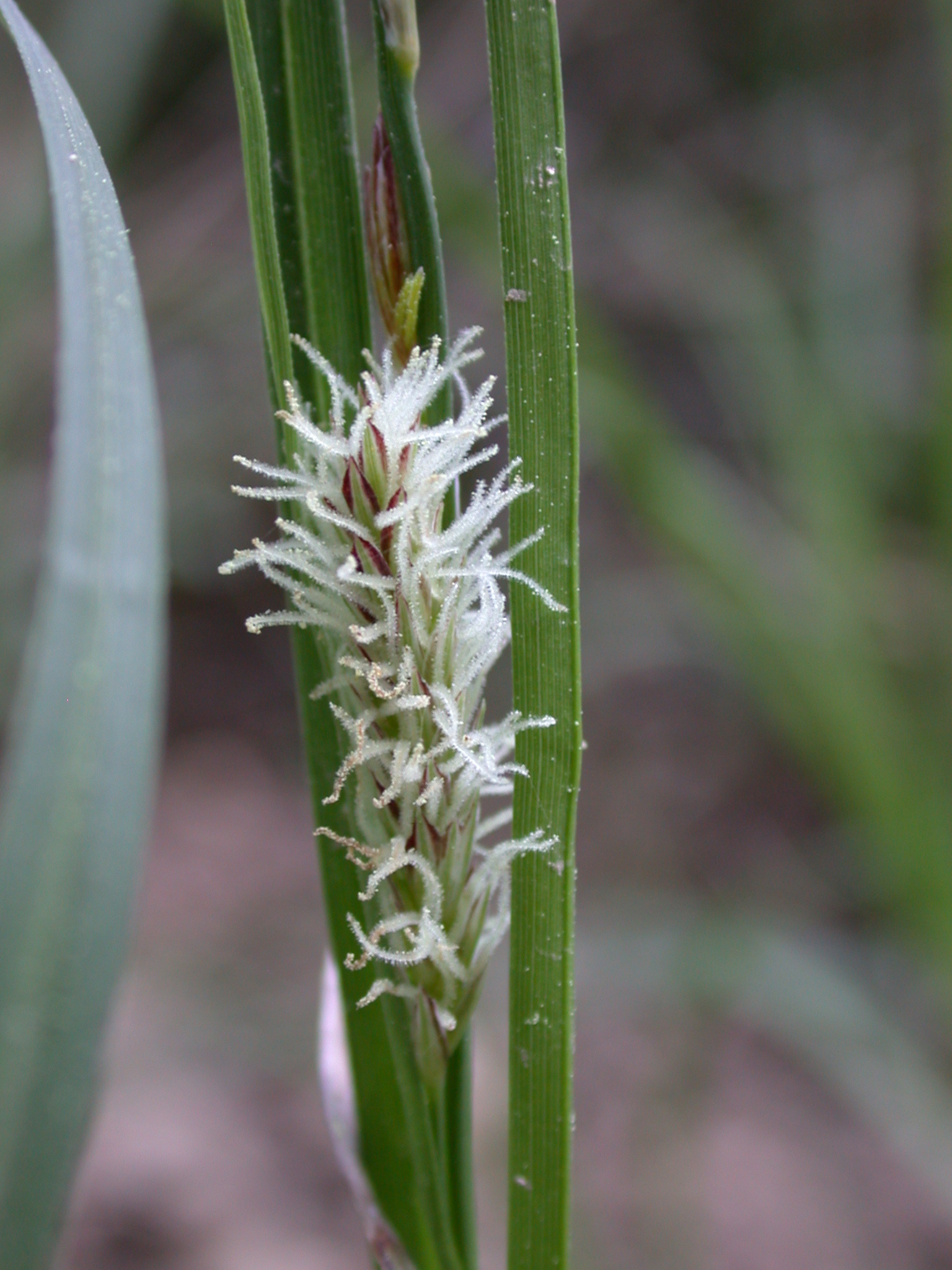
Женское соцветие, Израиль

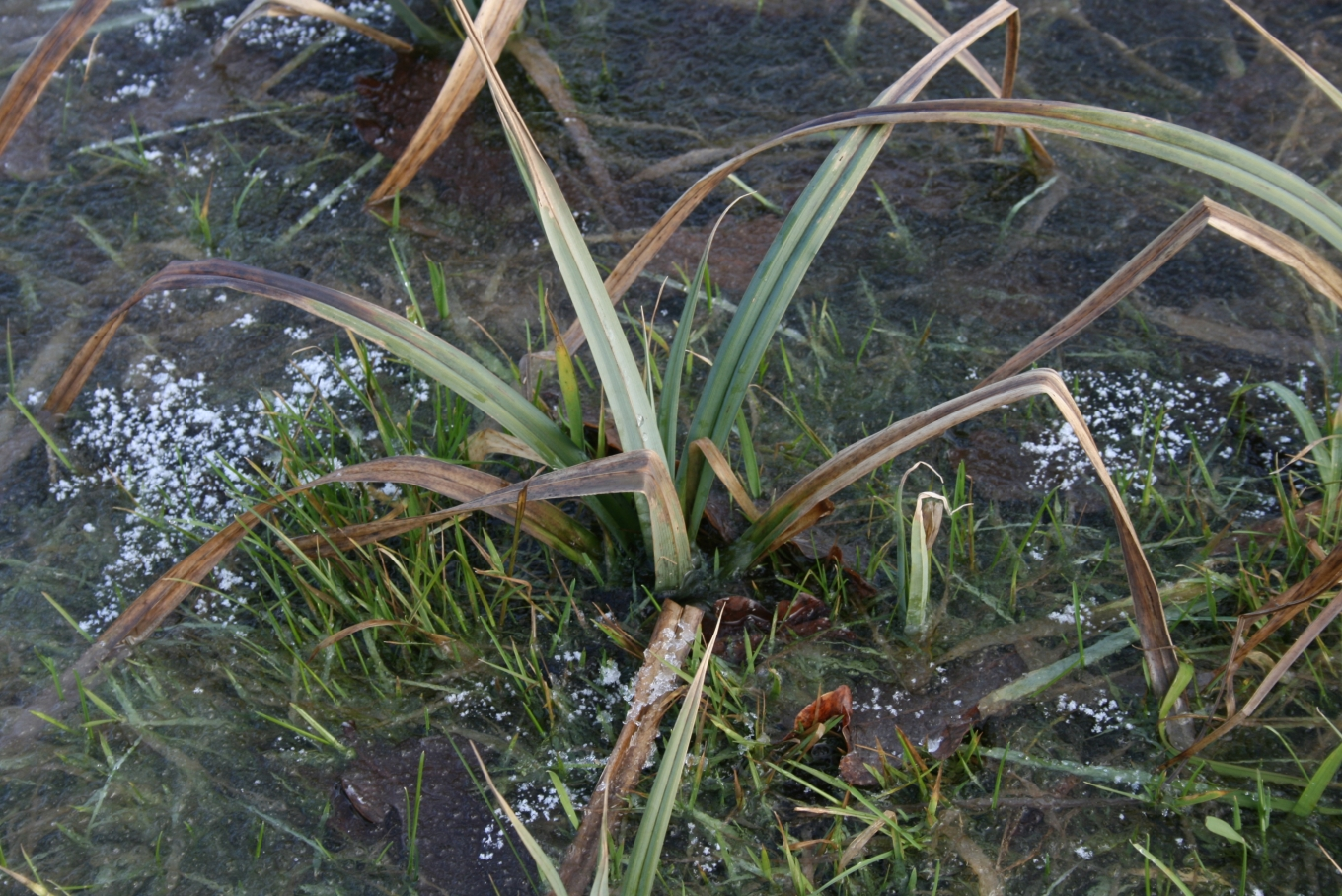
Листья зимой

Серо-зелёное растение с длинными ползучими корневищами, дающее длинные подземные побеги.
Стебли гладкие, либо наверху слегка шероховатые, 15—40 см высотой, у основания одетые пурпурово-бурыми, не расщепляющимися волокнисто безлистными влагалищами.
Листья килеватые, 2,5—5 мм шириной, с назад завёрнутым краем, шероховатые, от стебля отогнутые, короче стебля.
Верхние 1—2(3) колосок тычиночные, продолговатые или узкоцилиндрические, сближенные, до 2—3 см длиной, с серовато-бурыми или ржавыми притуплёнными чешуями; остальные 2—5 пестичные, или, иногда, андрогинные, многоцветковые, густые, цилиндрические, 1,5—3(4) см длиной , 3,5—4(5) мм в диаметре, несколько раздвинутые, нижние на шероховатых тонких ножках, 1,5—2(3) см длиной, прямые или позже поникающие. Чешуи пестичных колосков яйцевидные, тупые или островатые, тёмно-красноватые, с широкой белой полосой по спинке, жилка нередко наверху заканчивается очень коротким шипом, короче мешочка. Рылец 3. Мешочки 2,5—3 мм длиной, обратнояйцевидные или широкоэллиптические, неравно-двояковыпуклые, тонкокожистые, вздутые, без жилок (кроме двух краевых жилок), по поверхности сосочко-шероховатые, реже гладкие, по краю возможно шиповатые, жёлто-зелёные или оранжевые, с красноватой крапчатостью, зрелые почти чёрные, с очень коротким цельным или выемчатым согнутым и усечённым носиком. Нижний кроющий лист обычно без влагалища, с пластинкой, обычно превышающей соцветие.
Плодоносит в мае—июне.
Число хромосом 2n=76.
Вид описан из Германии (окрестности Лейпцига).

## Распространение
Европа; Прибалтика; Европейская часть России: запад Ленинградской области, Московская область (Бронницкий район), Пермская область (Краснокамский район); Беларусь: окрестности г. Гродно, Витебская область); Украина: Карпаты (Львовская область), Черновицкая область (Путильский район), север бассейна Днепра; Западная Азия: Северо-Восточная Турция, Северный и Западный Ирак; Северная Америка (заносное); Новая Зеландия (заносное).

## Систематика
В пределах виды выделяются два подвида:
- Carex flacca subsp. erythrostachys (Hoppe) Holub — Осока заострённая, или Осока разноцветная; от Европы до Пакистана
- Carex flacca subsp. flacca —  Европа